# Taxonomie van de schietmotten
Onderstaand een lijst van alle families en geslachten van de schietmotten (Trichoptera), een orde van insecten.
- Superfamilie Hydropsychoidea - J Curtis, 1835
  - Familie Dipseudopsidae - G Ulmer, 1904
    - Onderfamilie Dipseudopsinae - G Ulmer, 1904
      - Geslacht Dipseudopsis - F Walker, 1852
      - Geslacht Limnoecetis - G Marlier, 1955
      - Geslacht Protodipseudopsis - G Ulmer, 1909

    - Onderfamilie Hyalopsychinae - JA Lestage, 1925
      - Geslacht Hyalopsyche - G Ulmer, 1904
      - Geslacht Hyalopsychella - G Ulmer, 1930
      - Geslacht Phylocentropus - N Banks, 1907

    - Onderfamilie Pseudoneureclipsinae - G Ulmer, 1951
      - Geslacht Pseudoneureclipsis - G Ulmer, 1913

  - Familie Ecnomidae - G Ulmer, 1903
    -       - Geslacht Agmina - JB Ward & PW Schefter, 2000
      - Geslacht Archaeotinodes - G Ulmer, 1912  †
      - Geslacht Austrotinodes - F Schmid, 1955
      - Geslacht Chilocentropus - L Navas, 1934
      - Geslacht Daternomina - A Neboiss, 2002
      - Geslacht Ecnomina - DE Kimmins, 1953
      - Geslacht Ecnomus - R McLachlan, 1864
      - Geslacht Parecnomina - DE Kimmins, 1957
      - Geslacht Psychomyiellodes - ME Mosely, 1931

  - Familie Electralbertidae - L Botosaneanu & W Wichard, 1983  †
    -       - Geslacht Electralberta - L Botosaneanu & W Wichard, 1983  †

  - Familie Hydropsychidae - J Curtis, 1835
    - Onderfamilie Arctopsychinae - AV Martynov, 1924
      - Geslacht Arctopsyche - R McLachlan, 1868
      - Geslacht Maesaipsyche - H Malicky & P Chantaramongkol, 1993
      - Geslacht Parapsyche - C Betten, 1934

    - Onderfamilie Diplectroninae - G Ulmer, 1951
      - Geslacht Diplectrona - JO Westwood, 1840
      - Geslacht Diplectronella - G Ulmer, 1928
      - Geslacht Homoplectra - HH Ross, 1938
      - Geslacht Oropsyche - HH Ross, 1941
      - Geslacht Sciadorus - KH Barnard, 1934

    - Onderfamilie Hydropsychinae - J Curtis, 1835
      - Geslacht Abacaria - ME Mosely, 1941
      - Geslacht Aoteapsyche - AG McFarlane, 1976
      - Geslacht Austropsyche - N Banks, 1939
      - Geslacht Caledopsyche - DE Kimmins, 1953
      - Geslacht Calosopsyche - HH Ross & JD Unzicker, 1977
      - Geslacht Ceratopsyche - HH Ross & JD Unzicker, 1977
      - Geslacht Cheumatopsyche - HDJ Wallengren, 1891
        - Ondergeslacht Abacarioides - G Marlier, 1961
        - Ondergeslacht Achirocentra - G Marlier, 1961
        - Ondergeslacht Cheumatopsyche - HDJ Wallengren, 1891
        - Ondergeslacht Cheumatopsychodes - G Marlier, 1961
        - Ondergeslacht Ethiopsyche - G Marlier, 1962
        - Ondergeslacht Hydrocheumatopsyche - G Marlier, 1962
        - Ondergeslacht Incertae sedis - 

      - Geslacht Electrodiplectrona - G Ulmer, 1912  †
      - Geslacht Herbertorossia - G Ulmer, 1957
      - Geslacht Hydatomanicus - G Ulmer, 1951
      - Geslacht Hydatopsyche - G Ulmer, 1926
      - Geslacht Hydromanicus - F Brauer, 1865
      - Geslacht Hydronema - AV Martynov, 1914
      - Geslacht Hydropsyche - FJ Pictet, 1834
        - Ondergeslacht Hydropsyche - FJ Pictet, 1834
        - Ondergeslacht Occutanopsyche - Y Li & L Tian, 1989

      - Geslacht Mexipsyche - HH Ross & JD Unzicker, 1977
      - Geslacht Orthopsyche - AG McFarlane, 1976
      - Geslacht Palaehydropsyche - W Wichard, 1983  †
      - Geslacht Plectropsyche - HH Ross, 1947
      - Geslacht Potamyia - N Banks, 1900
      - Geslacht Streptopsyche - HH Ross & JD Unzicker, 1977
      - Geslacht Symphitopsyche - G Ulmer, 1907

    - Onderfamilie Macronematinae - G Ulmer, 1905
      - Geslacht Amphipsyche - R McLachlan, 1872
      - Geslacht Baliomorpha - A Neboiss, 1984
      - Geslacht Blepharopus - F Kolenati, 1859
      - Geslacht Centromacronema - G Ulmer, 1905
      - Geslacht Leptonema - FE Guerin-Meneville, 1843
      - Geslacht Leptopsyche - R McLachlan, 1866
      - Geslacht Macronema - FJ Pictet, 1836
      - Geslacht Macrostemum - F Kolenati, 1859
      - Geslacht Oestropsyche - F Brauer, 1868
      - Geslacht Plectromacronema - G Ulmer, 1906
      - Geslacht Protomacronema - G Ulmer, 1904
      - Geslacht Pseudoleptonema - ME Mosely, 1933
      - Geslacht Pseudomacronema - G Ulmer, 1905
      - Geslacht Trichomacronema - F Schmid, 1964
      - Geslacht Aethaloptera - F Brauer, 1875
      - Geslacht Polymorphanisus - F Walker, 1852
      - Geslacht Synoestropsis - G Ulmer, 1905

    - Onderfamilie Smicrideinae - OS Flint, 1974
      - Geslacht Asmicridea - ME Mosely, 1953
      - Geslacht Smicridea - R McLachlan, 1871
        - Ondergeslacht Rhyacophylax - F Mueller, 1879
        - Ondergeslacht Smicridea - R McLachlan, 1871

      - Geslacht Smicrophylax - A Neboiss, 1977

  - Familie Polycentropodidae - G Ulmer, 1903
    - Onderfamilie Kambaitipsychinae - H Malicky, 1992
      - Geslacht Kambaitipsyche - H Malicky, 1992

    - Onderfamilie Polycentropodinae - G Ulmer, 1903
      - Geslacht Adectophylax - A Neboiss, 1982
      - Geslacht Antillopsyche - N Banks, 1941
      - Geslacht Archaeoneureclipsis - G Ulmer, 1912  †
      - Geslacht Archaeopolycentra - L Botosaneanu & W Wichard, 1983  †
      - Geslacht Cernotina - HH Ross, 1938
      - Geslacht Cyrnellus - N Banks, 1913
      - Geslacht Cyrnodes - G Ulmer, 1910
      - Geslacht Cyrnopsis - AV Martynov, 1935
      - Geslacht Cyrnus - JF Stephens, 1836
      - Geslacht Derobrochus - SH Scudder, 1885  †
      - Geslacht Eoclipsis - ID Sukatsheva, 1994  †
      - Geslacht Eodipseudopsis - G Marlier, 1959
      - Geslacht Holocentropus - R McLachlan, 1878
      - Geslacht Leptobrochus - SH Scudder, 1890  †
      - Geslacht Litobrochus - SH Scudder, 1890  †
      - Geslacht Mesobrochus - SH Scudder, 1890  †
      - Geslacht Neucentropus - AV Martynov, 1907
      - Geslacht Neureclipsis - R McLachlan, 1864
      - Geslacht Neurocentropus - L Navas, 1918
      - Geslacht Nyctiophylax - F Brauer, 1865
        - Ondergeslacht Nyctiophylax - F Brauer, 1865
        - Ondergeslacht Paranyctiophylax - M Tsuda, 1942

      - Geslacht Nyctiophylacodes - G Ulmer, 1912  †
      - Geslacht Pahamunaya - F Schmid, 1958
      - Geslacht Paladicella - SH Scudder, 1890  †
      - Geslacht Plectrocentropus - ID Sukatsheva, 1994  †
      - Geslacht Plectrocnemia - JF Stephens, 1836
      - Geslacht Polycentropus - J Curtis, 1835
      - Geslacht Polyplectropus - G Ulmer, 1905
      - Geslacht Tasmanoplegas - A Neboiss, 1977

    - Onderfamilie Incertae sedis - 
      - Geslacht Veteropsyche - L Botosaneanu, RO Johnson, & PR Dillon, 1998  †

  - Familie Psychomyiidae - F Walker, 1852
    - Onderfamilie Psychomyiinae - F Walker, 1852
      - Geslacht Paduniella - G Ulmer, 1913
      - Geslacht Psychomyia - PA Latreille, 1829
      - Geslacht Psychomyiella - G Ulmer, 1908

    - Onderfamilie Tinodinae - YJ Li & JC Morse, 1997
      - Geslacht Lype - R McLachlan, 1878
      - Geslacht Padangpsyche - H Malicky, 1993
      - Geslacht Tinodes - J Curtis, 1834
      - Geslacht Trawaspsyche - H Malicky, 2004

    - Onderfamilie Incertae sedis - 
      - Geslacht Arkharia - ID Sukatsheva, 1982  †
      - Geslacht Eoneureclipsis - DE Kimmins, 1955
      - Geslacht Trichopterodomus - JM Erickson, 1983  †
      - Geslacht Zelandoptila - RJ Tillyard, 1924

  - Familie Xiphocentronidae - HH Ross, 1949
    - Onderfamilie Proxiphocentroninae - F Schmid, 1982
      - Geslacht Proxiphocentron - F Schmid, 1982

    - Onderfamilie Xiphocentroninae - HH Ross, 1949
      - Geslacht Abaria - ME Mosely, 1948
      - Geslacht Cnodocentron - F Schmid, 1982
        - Ondergeslacht Caenocentron - F Schmid, 1982
        - Ondergeslacht Cnodocentron - F Schmid, 1982

      - Geslacht Drepanocentron - F Schmid, 1982
      - Geslacht Machairocentron - F Schmid, 1982
      - Geslacht Melanotrichia - G Ulmer, 1906
      - Geslacht Xiphocentron - F Brauer, 1870,
        - Ondergeslacht Antillotrichia - N Banks, 1941
        - Ondergeslacht Glyphocentron - F Schmid, 1982
        - Ondergeslacht Rhamphocentron - F Schmid, 1982
        - Ondergeslacht Sphagocentron - F Schmid, 1982
        - Ondergeslacht Xiphocentron - F Brauer, 1870
        - Ondergeslacht Incertae sedis -
- Superfamilie Hydroptiloidea - JF Stephens, 1836
  - Familie Glossosomatidae - HDJ Wallengren, 1891
    - Onderfamilie Agapetinae - AV Martynov, 1913
      - Geslacht Agapetus - J Curtis, 1834
        - Ondergeslacht Agapetus - J Curtis, 1834
        - Ondergeslacht Synagapetus - R McLachlan, 1879
        - Ondergeslacht Tagapetus - HH Ross, 1951
        - Ondergeslacht Incertae sedis - 

      - Geslacht Catagapetus - R McLachlan, 1884
      - Geslacht Electragapetus - G Ulmer, 1912
        - Ondergeslacht Electragapetus - G Ulmer, 1912  †
        - Ondergeslacht Eoagapetus - AV Martynov, 1934

    - Onderfamilie Glossosomatinae - HDJ Wallengren, 1891
      - Geslacht Anagapetus - HH Ross, 1938
      - Geslacht Glossosoma - J Curtis, 1834
        - Ondergeslacht Glossosoma - J Curtis, 1834
        - Ondergeslacht Lipoglossa - AV Martynov, 1930
        - Ondergeslacht Muroglossa - HH Ross, 1956
        - Ondergeslacht Protoglossa - HH Ross, 1956
        - Ondergeslacht Ripaeglossa - HH Ross, 1956
        - Ondergeslacht Synafophora - AV Martynov, 1927
        - Ondergeslacht Incertae sedis - 

    - Onderfamilie Protoptilinae - HH Ross, 1956
      - Geslacht Campsiophora - OS Flint, 1964
      - Geslacht Canoptila - ME Mosely, 1939
      - Geslacht Cariboptila - OS Flint, 1964
      - Geslacht Cubanoptila - JL Sykora, 1973
      - Geslacht Culoptila - ME Mosely, 1954
      - Geslacht Itauara - F Mueller, 1888
      - Geslacht Mastigoptila - OS Flint, 1967
      - Geslacht Matrioptila - HH Ross, 1956
      - Geslacht Merionoptila - F Schmid, 1959
      - Geslacht Mexitrichia - ME Mosely, 1937
      - Geslacht Mortoniella - G Ulmer, 1906
      - Geslacht Nepaloptila - DE Kimmins, 1964
      - Geslacht Padunia - AV Martynov, 1910
      - Geslacht Poeciloptila - F Schmid, 1991
      - Geslacht Protoptila - N Banks, 1904
      - Geslacht Scotiotrichia - ME Mosely, 1934
      - Geslacht Temburongpsyche - H Malicky, 1995
      - Geslacht Tolhuaca - F Schmid, 1964
      - Geslacht Incertae sedis - 

  - Familie Hydroptilidae - JF Stephens, 1836
    - Onderfamilie Hydroptilinae - JF Stephens, 1836
      - Geslacht Acanthotrichia - A Wells, 1982
      - Geslacht Acritoptila - A Wells, 1982
      - Geslacht Agraylea - J Curtis, 1834
        - Ondergeslacht Agraylea - J Curtis, 1834
        - Ondergeslacht Nanoagraylea - L Botosaneanu, 1995  †

      - Geslacht Allotrichia - R McLachlan, 1880
      - Geslacht Austratrichia - A Wells, 1982
      - Geslacht Cyclopsiella - J Kjaerandsen, 1997
      - Geslacht Dhatrichia - ME Mosely, 1948
      - Geslacht Hellyethira - A Neboiss, 1977
      - Geslacht Hydroptila - JW Dalman, 1819
      - Geslacht Hydroptilina - AV Martynov, 1934
      - Geslacht Jabitrichia - A Wells, 1990
      - Geslacht Microptila - F Ris, 1897
      - Geslacht Missitrichia - A Wells, 1991
      - Geslacht Mulgravia - A Wells, 1982
      - Geslacht Oxyethira - AE Eaton, 1873
        - Ondergeslacht Argyrobothrus - KH Barnard, 1934
        - Ondergeslacht Dactylotrichia - RW Kelley, 1984
        - Ondergeslacht Dampfitrichia - ME Mosely, 1937
        - Ondergeslacht Holarctotrichia - RW Kelley, 1984
        - Ondergeslacht Loxotrichia - ME Mosely, 1937
        - Ondergeslacht Mesotrichia - RW Kelley, 1984
        - Ondergeslacht Oxyethira - AE Eaton, 1873
        - Ondergeslacht Oxytrichia - ME Mosely, 1939
        - Ondergeslacht Pacificotrichia - RW Kelley, 1989
        - Ondergeslacht Tanytrichia - RW Kelley, 1984
        - Ondergeslacht Trichoglene - A Neboiss, 1977
        - Ondergeslacht Incertae sedis - 

      - Geslacht Paroxyethira - ME Mosely, 1924
      - Geslacht Paucicalcaria - ML Mathis & DE Bowles, 1989
      - Geslacht Tangatrichia - A Wells & T Andersen, 1995
      - Geslacht Tricholeiochiton - GS Kloet & WD Hincks, 1944
      - Geslacht Ugandatrichia - ME Mosely, 1939
      - Geslacht Vietrichia - J Olah, 1989
      - Geslacht Wlitrichia - J Kjaerandsen, 1997
      - Geslacht Xuthotrichia - ME Mosely, 1934

    - Onderfamilie Leucotrichiinae - OS Flint, 1970
      - Geslacht Abtrichia - ME Mosely, 1939
      - Geslacht Acostatrichia - ME Mosely, 1939
      - Geslacht Alisotrichia - OS Flint, 1964
      - Geslacht Anchitrichia - OS Flint, 1970
      - Geslacht Ascotrichia - OS Flint, 1983
      - Geslacht Betrichia - ME Mosely, 1939
      - Geslacht Celaenotrichia - ME Mosely, 1934
      - Geslacht Cerasmatrichia - OS Flint, SC Harris, & L Botosaneanu, 1994
      - Geslacht Ceratotrichia - OS Flint, 1992
      - Geslacht Costatrichia - ME Mosely, 1937
      - Geslacht Eutonella - F Mueller, 1921
      - Geslacht Leucotrichia - ME Mosely, 1934
      - Geslacht Mejicanotrichia - SC Harris & RW Holzenthal, 1997
      - Geslacht Peltopsyche - F Mueller, 1879
      - Geslacht Scelobotrichia - SC Harris & J Bueno-Soria, 1993
      - Geslacht Zumatrichia - ME Mosely, 1937

    - Onderfamilie Neotrichiinae - HH Ross, 1956
      - Geslacht Kumanskiella - SC Harris & OS Flint, 1992
      - Geslacht Mayatrichia - ME Mosely, 1937
      - Geslacht Neotrichia - KJ Morton, 1905
      - Geslacht Taraxitrichia - OS Flint & SC Harris, 1991

    - Onderfamilie Ochrotrichiinae - JE Marshall, 1979
      - Geslacht Metrichia - HH Ross, 1938
      - Geslacht Ochrotrichia - ME Mosely, 1934
        - Ondergeslacht Ochrotrichia - ME Mosely, 1934
        - Ondergeslacht Paratrichia - EB Angrisano, 1995

      - Geslacht Rhyacopsyche - F Mueller, 1879

    - Onderfamilie Orthotrichiinae - A Nielsen, 1948
      - Geslacht Ithytrichia - AE Eaton, 1873
      - Geslacht Nothotrichia - OS Flint, 1967
      - Geslacht Orthotrichia - AE Eaton, 1873

    - Onderfamilie Stactobiinae - L Botosaneanu, 1956
      - Geslacht Bredinia - OS Flint, 1968
      - Geslacht Byrsopteryx - OS Flint, 1981
      - Geslacht Catoxyethira - G Ulmer, 1912
      - Geslacht Chrysotrichia - F Schmid, 1958
      - Geslacht Flintiella - EB Angrisano, 1995
      - Geslacht Niuginitrichia - A Wells, 1990
      - Geslacht Orinocotrichia - SC Harris, OS Flint, & RW Holzenthal, 2002
      - Geslacht Parastactobia - F Schmid, 1958
      - Geslacht Plethus - HA Hagen, 1887
      - Geslacht Scelotrichia - G Ulmer, 1951
      - Geslacht Stactobia - R McLachlan, 1880
      - Geslacht Stactobiella - AV Martynov, 1924
      - Geslacht Tizatetrichia - SC Harris, OS Flint, & RW Holzenthal, 2002

    - Onderfamilie Incertae sedis - 
      - Geslacht Burminoptila - L Botosaneanu, 1981  †
      - Geslacht Caledonotrichia - JL Sykora 1967
      - Geslacht Dibusa - HH Ross, 1939
      - Geslacht Dicaminus - F Mueller, 1879
      - Geslacht Electrotrichia - G Ulmer, 1912  †
      - Geslacht Macrostactobia - F Schmid, 1958
      - Geslacht Maydenoptila - A Neboiss, 1977
      - Geslacht Novajerseya - L Botosaneanu, RO Johnson, & PR Dillon, 1998  †
      - Geslacht Orphninotrichia - ME Mosely, 1934
      - Geslacht Incertae sedis - 

  - Familie Ptilocolepidae - AV Martynov, 1913
    -       - Geslacht Palaeagapetus - G Ulmer, 1912
      - Geslacht Ptilocolepus - F Kolenati, 1848
- Superfamilie Leptoceroidea - WE Leach, 1815
  - Familie Atriplectididae - A Neboiss, 1977
    -       - Geslacht Atriplectides - ME Mosely, 1936
      - Geslacht Hughscottiella - G Ulmer, 1910
      - Geslacht Leptodermatopteryx - G Ulmer, 1910
      - Geslacht Neoatriplectides - RW Holzenthal, 1997

  - Familie Calamoceratidae - G Ulmer, 1905
    - Onderfamilie Anisocentropodinae - JA Lestage, 1936
      - Geslacht Anisocentropus - R McLachlan, 1863
        - Ondergeslacht Anisocentropus - R McLachlan, 1863
        - Ondergeslacht Anisokantropus - H Malicky, 1994
        - Ondergeslacht Anisolintropus - H Malicky, 1994
        - Ondergeslacht Anisomontropus - H Malicky, 1994
        - Ondergeslacht uncertain - in genus Anisocentropus

    - Onderfamilie Calamoceratinae - G Ulmer, 1905
      - Geslacht Ascalaphomerus - F Walker, 1852
      - Geslacht Banyallarga - L Navas, 1916
      - Geslacht Calamoceras - F Brauer, 1865
      - Geslacht Calamodontus - L Botosaneanu & W Wichard, 1983  †
      - Geslacht Ganonema - R McLachlan, 1866
      - Geslacht Georgium - FCJ Fischer, 1964
      - Geslacht Heteroplectron - R McLachlan, 1871
      - Geslacht Murielia - CL Hogue & DG Denning, 1983
      - Geslacht Phylloicus - F Mueller, 1880

  - Familie Molannidae - HDJ Wallengren, 1891
    -       - Geslacht Indomolannodes - GB Wiggins, 1968
      - Geslacht Molanna - J Curtis, 1834
        - Ondergeslacht Molanna - J Curtis, 1834
        - Ondergeslacht Molanneria - AV Martynov, 1910
        - Ondergeslacht Incertae sedis - 

      - Geslacht Molannodes - R McLachlan, 1866

  - Familie Leptoceridae - WE Leach, 1815
    - Onderfamilie Leptocerinae - WE Leach, 1815
      - Geslacht Achoropsyche - RW Holzenthal, 1984
      - Geslacht Athripsodes - GJ Billberg, 1820
      - Geslacht Axiocerina - HH Ross, 1957
      - Geslacht Ceraclea - JF Stephens, 1829
        - Ondergeslacht Athripsodina - DE Kimmins, 1963
        - Ondergeslacht Ceraclea - JF Stephens, 1829
        - Ondergeslacht Pseudoleptocerus - G Ulmer, 1907

      - Geslacht Homilia - R McLachlan, 1877
      - Geslacht Leptecho - KH Barnard, 1934
      - Geslacht Leptoceriella - F Schmid, 1993
      - Geslacht Leptocerina - ME Mosely, 1932
      - Geslacht Neoathripsodes - RW Holzenthal, 1989
      - Geslacht Praeathripsodes - L Botosaneanu & W Wichard, 1983  †
      - Geslacht Incertae sedis - 
      - Geslacht Blyzophilus - T Anderson & J Kjaerandsen, 1999
      - Geslacht Leptocerus - WE Leach, 1815
      - Geslacht Leptorussa - ME Mosely, 1953
      - Geslacht Mystacides - AA Berthold, 1827
      - Geslacht Tagalopsyche - N Banks, 1913
      - Geslacht Nectopsyche - F Mueller, 1879
      - Geslacht Parasetodes - R McLachlan, 1880
      - Geslacht Oecetis - R McLachlan, 1877
      - Geslacht Ptochoecetis - G Ulmer, 1931
      - Geslacht Hemileptocerus - G Ulmer, 1922
      - Geslacht Sericodes - F Schmid, 1987
      - Geslacht Setodes - P Rambur, 1842
      - Geslacht Trichosetodes - G Ulmer, 1915
      - Geslacht Adicella - R McLachlan, 1877
      - Geslacht Erotesis - R McLachlan, 1877
      - Geslacht Triaenodes - R McLachlan, 1865
      - Geslacht Amphoropsyche - RW Holzenthal, 1985
      - Geslacht Brachysetodes - F Schmid, 1955
      - Geslacht Poecilopsyche - F Schmid, 1968
      - Geslacht Russobex - R StClair, 1988

    - Onderfamilie Triplectidinae - G Ulmer, 1906
      - Geslacht Amazonatolica - RW Holzenthal & AM Oliveira Pes, 2004
      - Geslacht Atanatolica - ME Mosely, 1936
      - Geslacht Gracilipsodes - JL Sykora, 1967
      - Geslacht Grumichella - F Mueller, 1879
      - Geslacht Triplexa - ME Mosely, 1953
      - Geslacht Condocerus - A Neboiss, 1977
      - Geslacht Hudsonema - ME Mosely, 1936
      - Geslacht Notalina - ME Mosely, 1936
        - Ondergeslacht Neonotalina - RW Holzenthal, 1986
        - Ondergeslacht Notalina - ME Mosely, 1936

      - Geslacht Notoperata - A Neboiss, 1977
      - Geslacht Lectrides - ME Mosely, 1953
      - Geslacht Symphitoneuria - G Ulmer, 1906
      - Geslacht Symphitoneurina - F Schmid, 1950
      - Geslacht Triplectides - F Kolenati, 1859
      - Geslacht Triplectidina - ME Mosely, 1936
      - Geslacht Triplexina - ME Mosely, 1953
      - Geslacht Westriplectes - A Neboiss, 1977

    - Onderfamilie Incertae sedis - 
      - Geslacht Nietnerella - DE Kimmins, 1963
      - Geslacht Prodontocerum - LE Piton, 1940  †
      - Geslacht Incertae sedis - 

  - Familie Limnocentropodidae - M Tsuda, 1942
    -       - Geslacht Limnocentropus - G Ulmer, 1907

  - Familie Odontoceridae - HDJ Wallengren, 1891
    - Onderfamilie Odontocerinae - HDJ Wallengren, 1891
      - Geslacht Barynema - N Banks, 1939
      - Geslacht Barypenthus - H Burmeister, 1839
      - Geslacht Electrocerum - G Ulmer, 1912  †
      - Geslacht Electropsilotes - G Ulmer, 1912  †
      - Geslacht Inthanopsyche - H Malicky, 1989
      - Geslacht Lannapsyche - H Malicky, 1989
      - Geslacht Marilia - F Mueller, 1880
      - Geslacht Namamyia - N Banks, 1905
      - Geslacht Nerophilus - N Banks, 1899
      - Geslacht Odontocerum - WE Leach, 1815
      - Geslacht Parthina - DG Denning, 1954
      - Geslacht Perissoneura - R McLachlan, 1871
      - Geslacht Phenacopsyche - TDA Cockerell, 1909  †
      - Geslacht Psilotreta - N Banks, 1899

    - Onderfamilie Pseudogoerinae - JB Wallace & HH Ross, 1971
      - Geslacht Pseudogoera - FM Carpenter, 1933

  - Familie Philorheithridae - ME Mosely, 1936
    -       - Geslacht Aphilorheithrus - ME Mosely, 1936
      - Geslacht Austrheithrus - ME Mosely, 1953
      - Geslacht Kosrheithrus - ME Mosely, 1953
      - Geslacht Mystacopsyche - F Schmid, 1955
      - Geslacht Philorheithrus - EJ Hare, 1910
      - Geslacht Psilopsyche - G Ulmer, 1907
      - Geslacht Ramiheithrus - A Neboiss, 1974
      - Geslacht Tasmanthrus - ME Mosely, 1936
- Superfamilie Limnephiloidea - F Kolenati, 1848
  - Familie Apataniidae - HDJ Wallengren, 1886
    - Onderfamilie Apataniinae - HDJ Wallengren, 1886
      - Geslacht Apatania - F Kolenati, 1848
      - Geslacht Apataniana - ME Mosely, 1936
      - Geslacht Apatidelia - ME Mosely, 1942
      - Geslacht Talgara - W Mey, 1991
      - Geslacht Baicalina - AV Martynov, 1914
      - Geslacht Protobaicalina - VD Ivanov & TV Menshutkina, 1996
        - Ondergeslacht Protobaicalina - VD Ivanov & TV Menshutkina, 1996
        - Ondergeslacht Pseudobaicalina - VD Ivanov & TV Menshutkina, 1996

      - Geslacht Baicalinella - AV Martynov, 1924
      - Geslacht Baicaloides - AV Martynov, 1924
      - Geslacht Protoradema - VD Ivanov, 2002
      - Geslacht Radema - HA Hagen, 1864
      - Geslacht Thamastes - HA Hagen, 1858
      - Geslacht Proradema - W Mey, 1993

    - Onderfamilie Moropsychinae - F Schmid, 1953
      - Geslacht Moropsyche - N Banks, 1906
      - Geslacht Notania - ME Mosely, 1950

    - Onderfamilie Incertae sedis - 
      - Geslacht Allomyia - N Banks, 1916
      - Geslacht Manophylax - GB Wiggins, 1973
      - Geslacht Moselyana - DG Denning, 1949
      - Geslacht Pedomoecus - HH Ross, 1947

  - Familie Goeridae - G Ulmer, 1903
    - Onderfamilie Goerinae - G Ulmer, 1903
      - Geslacht Archithremma - AV Martynov, 1935
      - Geslacht Gastrocentrella - G Ulmer, 1951
      - Geslacht Gastrocentrides - G Ulmer, 1930
      - Geslacht Goera - JF Stephens, 1829
      - Geslacht Goeracea - DG Denning, 1968
      - Geslacht Goerita - HH Ross, 1938
      - Geslacht Lithax - R McLachlan, 1876
      - Geslacht Silo - J Curtis, 1830
      - Geslacht Silonella - FCJ Fischer, 1966

    - Onderfamilie Larcasinae - L Navas, 1917
      - Geslacht Larcasia - L Navas, 1917

    - Onderfamilie Lepaniinae - GB Wiggins, 1973
      - Geslacht Lepania - HH Ross, 1941

  - Familie Limnephilidae - F Kolenati, 1848
    - Onderfamilie Dicosmoecinae - F Schmid, 1955
      - Geslacht Allocosmoecus - N Banks, 1943
      - Geslacht Amphicosmoecus - F Schmid, 1955
      - Geslacht Anomalocosmoecus - F Schmid, 1957
      - Geslacht Antarctoecia - G Ulmer, 1907
      - Geslacht Archaeophylax - DE Kimmins, 1953
      - Geslacht Austrocosmoecus - F Schmid, 1955
      - Geslacht Cryptochia - HH Ross, 1950
      - Geslacht Dicosmoecus - R McLachlan, 1875
      - Geslacht Ecclisocosmoecus - F Schmid, 1964
      - Geslacht Ecclisomyia - N Banks, 1907
      - Geslacht Eocosmoecus - GB Wiggins & JS Richardson, 1989
      - Geslacht Evanophanes - N Banks, 1940
      - Geslacht Ironoquia - N Banks, 1916
      - Geslacht Metacosmoecus - F Schmid, 1955
      - Geslacht Monocosmoecus - G Ulmer, 1906
      - Geslacht Nothopsyche - N Banks, 1906
      - Geslacht Onocosmoecus - N Banks, 1943
      - Geslacht Platycosmoecus - F Schmid, 1964
      - Geslacht Verger - L Navas, 1918

    - Onderfamilie Drusinae - N Banks, 1916
      - Geslacht Anomalopterygella - FCJ Fischer, 1966
      - Geslacht Cryptothrix - R McLachlan, 1867
      - Geslacht Drusus - JF Stephens, 1837
      - Geslacht Ecclisopteryx - F Kolenati, 1848
      - Geslacht Hadimina - F Sipahiler, 2002
      - Geslacht Leptodrusus - F Schmid, 1955
      - Geslacht Metanoea - R McLachlan, 1880
      - Geslacht Monocentra - P Rambur, 1842

    - Onderfamilie Limnephilinae - F Kolenati, 1848
      - Geslacht Annitella - F Klapalek, 1907
        - Ondergeslacht Annitella - F Klapalek, 1907
        - Ondergeslacht Praeannitella - F Schmid, 1952

      - Geslacht Badukiella - W Mey, 1979
      - Geslacht Chaetopterna - AV Martynov, 1913
      - Geslacht Chaetopteroides - K Kumanski, 1987
      - Geslacht Chaetopterygopsis - JPEF Stein, 1874
      - Geslacht Chaetopteryx - JF Stephens, 1829
      - Geslacht Kelgena - W Mey, 1979
      - Geslacht Pseudopsilopteryx - F Schmid, 1952
      - Geslacht Psilopteryx - JPEF Stein, 1874
        - Ondergeslacht Metapsilopteryx - L Botosaneanu, 1957
        - Ondergeslacht Psilopteryx - JPEF Stein, 1874

      - Geslacht Rizeiella - F Sipahiler, 1986
      - Geslacht Vareshiana - M Marinkovic-Gospodnetic, 1967
      - Geslacht Brachypsyche - F Schmid, 1952
      - Geslacht Chiloecia - L Navas, 1930
      - Geslacht Chilostigma - R McLachlan, 1876
      - Geslacht Chilostigmodes - AV Martynov, 1914
      - Geslacht Desmona - DG Denning, 1954
      - Geslacht Frenesia - C Betten & ME Mosely, 1940
      - Geslacht Glyphopsyche - N Banks, 1904
      - Geslacht Grensia - HH Ross, 1944
      - Geslacht Homophylax - N Banks, 1900
      - Geslacht Phanocelia - N Banks, 1943
      - Geslacht Pielus - L Navas, 1935
      - Geslacht Psychoglypha - HH Ross, 1944
      - Geslacht Anabolia - JF Stephens, 1837
      - Geslacht Anisogamodes - AV Martynov, 1924
      - Geslacht Arctopora - CG Thomson, 1891
      - Geslacht Asynarchus - R McLachlan, 1880
      - Geslacht Clistoronia - N Banks, 1916
        - Ondergeslacht Clistoronia - N Banks, 1916
        - Ondergeslacht Clistoroniella - F Schmid, 1955

      - Geslacht Glyphotaelius - JF Stephens, 1833
      - Geslacht Grammotaulius - F Kolenati, 1848
      - Geslacht Halesochila - N Banks, 1907
      - Geslacht Hesperophylax - N Banks, 1916
      - Geslacht Lenarchus - AV Martynov, 1914
        - Ondergeslacht Lenarchus - AV Martynov, 1914
        - Ondergeslacht Paralenarchus - F Schmid, 1952
        - Ondergeslacht Prolenarchus - F Schmid, 1952

      - Geslacht Lepnevaina - GB Wiggins, 1987
      - Geslacht Leptophylax - N Banks, 1900
      - Geslacht Limnephilus - WE Leach, 1815
      - Geslacht Nemotaulius - N Banks, 1906
        - Ondergeslacht Macrotaulius - F Schmid, 1952
        - Ondergeslacht Nemotaulius - N Banks, 1906

      - Geslacht Philarctus - R McLachlan, 1880
      - Geslacht Platycentropus - G Ulmer, 1905
      - Geslacht Psychoronia - N Banks, 1916
      - Geslacht Rhadicoleptus - HDJ Wallengren, 1891
      - Geslacht Rivulophilus - H Nishimoto, T Nozaki, & DE Ruiter, 2001
      - Geslacht Acrophylax - F Brauer, 1867
      - Geslacht Allogamus - F Schmid, 1955
      - Geslacht Alpopysche - L Botosaneanu & J Giudicelli, 2002
      - Geslacht Anisogamus - R McLachlan, 1874
      - Geslacht Chionophylax - F Schmid, 1951
      - Geslacht Chyrandra - HH Ross, 1944
      - Geslacht Clostoeca - N Banks, 1943
      - Geslacht Consorophylax - F Schmid, 1955
      - Geslacht Enoicyla - P Rambur, 1842
      - Geslacht Enoicylopsis - L Navas, 1917
      - Geslacht Halesus - JF Stephens, 1836
      - Geslacht Hydatophylax - HDJ Wallengren, 1891
      - Geslacht Isogamus - F Schmid, 1955
      - Geslacht Leptotaulius - F Schmid, 1955
      - Geslacht Melampophylax - F Schmid, 1955
      - Geslacht Mesophylax - R McLachlan, 1882
      - Geslacht Parachiona - CG Thomson, 1891
      - Geslacht Philocasca - HH Ross, 1941
      - Geslacht Platyphylax - R McLachlan, 1871
      - Geslacht Potamophylax - HDJ Wallengren, 1891
      - Geslacht Psilopterna - AV Martynov, 1915
      - Geslacht Pycnopsyche - N Banks, 1905
      - Geslacht Stenophylax - F Kolenati, 1848
      - Geslacht Tricheopteryx - TDA Cockerell, 1927  †
      - Geslacht Thermophylax - AP Nimmo, 1995

    - Onderfamilie Pseudostenophylacinae - F Schmid, 1955
      - Geslacht Aplatyphylax - DE Kimmins, 1950
      - Geslacht Astenophylina - ME Mosely, 1936
      - Geslacht Astratodina - ME Mosely, 1936
      - Geslacht Phylostenax - ME Mosely, 1935
      - Geslacht Pseudostenophylax - AV Martynov, 1909

    - Onderfamilie Incertae sedis - 
      - Geslacht Kogurea - M Kobayashi, 1962
      - Geslacht Sphagnophylax - GB Wiggins & NN Winchester, 1984

  - Familie Rossianidae - WK Gall, 1996
    -       - Geslacht Goereilla - DG Denning, 1968
      - Geslacht Rossiana - DG Denning, 1953

  - Familie Taymyrelectronidae - L Botosaneanu & W Wichard, 1983  †
    -       - Geslacht Taymyrelectron - L Botosaneanu & W Wichard, 1983  †

  - Familie Uenoidae - M Iwata, 1927
    - Onderfamilie Thremmatinae - AV Martynov, 1935
      - Geslacht Neophylax - R McLachlan, 1871
      - Geslacht Oligophlebodes - G Ulmer, 1905
      - Geslacht Thremma - R McLachlan, 1876

    - Onderfamilie Uenoinae - M Iwata, 1927
      - Geslacht Farula - LJ Milne, 1936
      - Geslacht Neothremma - GS Dodds & FL Hisaw, 1925
      - Geslacht Sericostriata - GB Wiggins, JS Weaver, & JD Unzicker, 1985
      - Geslacht Uenoa - M Iwata, 1927
- Superfamilie Necrotaulioidea - A Handlirsch, 1906  †
  - Familie Necrotauliidae - A Handlirsch, 1906  †
    -       - Geslacht Cretotaulius - ID Sukatsheva, 1982  †
      - Geslacht Karatauliodes - ID Sukatsheva, 1968  †
      - Geslacht Karataulius - ID Sukatsheva, 1968  †
      - Geslacht Mesotrichopteridium - A Handlirsch, 1906  †
      - Geslacht Necrotaulius - A Handlirsch, 1906  †
      - Geslacht Orthophlebia - author ?, date ?  †
      - Geslacht Pseudorthophlebia - A Handlirsch, 1906  †
      - Geslacht Trichopterella - TDA Cockerell, 1924  †
- Superfamilie Philopotamoidea - JF Stephens, 1829
  - Familie Philopotamidae - JF Stephens, 1829
    - Onderfamilie Paulianodinae - HH Ross, 1956
      - Geslacht Paulianodes - HH Ross, 1956

    - Onderfamilie Philopotaminae - JF Stephens, 1829
      - Geslacht Alterosa - RJ Blahnik, 2005
      - Geslacht Archiphilopotamus - ID Sukatsheva, 1985  †
      - Geslacht Baga - ID Sukatsheva, 1992  †
      - Geslacht Cryptobiosella - IM Henderson, 1983
      - Geslacht Dolophilodes - G Ulmer, 1909
      - Geslacht Dolomyia - F Schmid, 1991
      - Geslacht Dolopsyche - F Schmid, 1991
      - Geslacht Fumonta - HH Ross, 1956
      - Geslacht Gunungiella - G Ulmer, 1913
      - Geslacht Hydrobiosella - RJ Tillyard, 1924
      - Geslacht Kisaura - HH Ross, 1956
      - Geslacht Neobiosella - KAJ Wise, 1958
      - Geslacht Philopotamus - JF Stephens, 1829
      - Geslacht Prophilopotamus - ID Sukatsheva, 1973  †
      - Geslacht Sisko - HH Ross, 1956
      - Geslacht Sortosa - L Navas, 1918
      - Geslacht Thylakion - KH Barnard, 1934
      - Geslacht Ulmerodina - HH Ross, 1956  †
      - Geslacht Wormaldia - R McLachlan, 1865
      - Geslacht Xenobiosella - IM Henderson, 1983
      - Geslacht Incertae sedis - 

    - Onderfamilie Chimarrinae - P Rambur, 1842
      - Geslacht Chimarra - JF Stephens, 1829
        - Ondergeslacht Chimarra - JF Stephens, 1829
        - Ondergeslacht Chimarrita - RJ Blahnik, 1997
        - Ondergeslacht Curgia - F Walker, 1860

      - Geslacht Chimarrhodella - JA Lestage, 1925
      - Geslacht Edidiehlia - H Malicky, 1993
      - Geslacht Electracanthinus - G Ulmer, 1912  †

    - Onderfamilie Incertae sedis - 
      - Geslacht Dajella - ID Sukatsheva, 1988  †

  - Familie Stenopsychidae - AV Martynov, 1924
    - Onderfamilie Stenopsychinae - AV Martynov, 1924
      - Geslacht Stenopsyche - R McLachlan, 1866
      - Geslacht Pseudostenopsyche - W Doehler, 1915

    - Onderfamilie Stenopsychodinae - JA Lestage 1925
      - Geslacht Stenopsychodes - G Ulmer, 1916
- Superfamilie Phryganeoidea - WE Leach, 1815
  - Familie Baissoferidae - ID Sukatsheva, 1968  †
    -       - Geslacht Baissoferus - ID Sukatsheva, 1968  †

  - Familie Brachycentridae - G Ulmer, 1903
    -       - Geslacht Adicrophleps - OS Flint, 1965
      - Geslacht Amiocentrus - HH Ross, 1938
      - Geslacht Brachycentrus - J Curtis, 1834
        - Ondergeslacht Brachycentrus - J Curtis, 1834
        - Ondergeslacht Oligoplectrodes - AV Martynov, 1909
        - Ondergeslacht Oligoplectrum - R McLachlan, 1868
        - Ondergeslacht Sphinctogaster - L Provancher, 1877
        - Ondergeslacht Sychnothrix - OS Flint, 1984
        - Ondergeslacht Incertae sedis - 

      - Geslacht Dolichocentrus - AV Martynov, 1935
      - Geslacht Eobrachycentrus - GB Wiggins, 1965
      - Geslacht Micrasema - R McLachlan, 1876

  - Familie Dysoneuridae - ID Sukatsheva, 1968  †
    -       - Geslacht Dysoneura - ID Sukatsheva, 1968  †
      - Geslacht Oncovena - ID Sukatsheva & VG Novokshonov, 1995  †
      - Geslacht Utania - ID Sukatsheva, 1982  †

  - Familie Kalophryganeidae - H Haupt, 1956  †
    -       - Geslacht Kalophryganea - H Haupt, 1956  †

  - Familie Kokiriidae - AG McFarlane, 1964
    -       - Geslacht Kokiria - AG McFarlane, 1964
      - Geslacht Mecynostomella - DE Kimmins, 1953
      - Geslacht Pangullia - L Navas, 1934
      - Geslacht Tanjistomella - A Neboiss, 1974
      - Geslacht Taskiria - A Neboiss
      - Geslacht Taskiropsyche - A Neboiss, 1977

  - Familie Lepidostomatidae - G Ulmer, 1903
    - Onderfamilie Lepidostomatinae - G Ulmer, 1903
      - Geslacht Hummeliella - KH Forsslund, 1936
      - Geslacht Lepidostoma - P Rambur, 1842
      - Geslacht Paraphlegopteryx - G Ulmer, 1907

    - Onderfamilie Theliopsychinae - JS Weaver, 1993
      - Geslacht Archaeocrunoecia - G Ulmer, 1912  †
      - Geslacht Crunoecia - R McLachlan, 1876
      - Geslacht Electrocrunoecia - G Ulmer, 1912  †
      - Geslacht Maniconeurodes - G Ulmer, 1912  †
      - Geslacht Martynomyia - FCJ Fischer, 1970
      - Geslacht Theliopsyche - N Banks, 1911
        - Ondergeslacht Aopsyche - HH Ross, 1938
        - Ondergeslacht Theliopsyche - N Banks, 1911

      - Geslacht Zephyropsyche - JS Weaver, 1993

  - Familie Oeconesidae - RJ Tillyard, 1921
    -       - Geslacht Oeconesus - R McLachlan, 1862
      - Geslacht Pseudoeconesus - R McLachlan, 1894
      - Geslacht Tarapsyche - AG McFarlane, 1960
      - Geslacht Tascuna - A Neboiss, 1975
      - Geslacht Zelandopsyche - RJ Tillyard, 1921
      - Geslacht Zepsyche - AG McFarlane, 1960

  - Familie Phryganeidae - WE Leach, 1815
    - Onderfamilie Amagupsychinae - TDA Cockerell, 1925  †
      - Geslacht Amagupsyche - TDA Cockerell, 1925  †

    - Onderfamilie Phryganeinae - WE Leach, 1815
      - Geslacht Agrypnetes - R McLachlan, 1876
      - Geslacht Agrypnia - J Curtis, 1835
      - Geslacht Baissophryganoides - ID Sukatsheva, 1968  †
      - Geslacht Banksiola - AV Martynov, 1924
      - Geslacht Beothukus - GB Wiggins, 1989
      - Geslacht Eubasilissa - AV Martynov, 1930
      - Geslacht Fabria - LJ Milne, 1934
      - Geslacht Hagenella - AV Martynov, 1924
      - Geslacht Limnopsyche - SH Scudder, 1890  †
      - Geslacht Neurocyta - L Navas, 1916
      - Geslacht Ocnerites - P Oppenheim, 1885  †
      - Geslacht Oligostomis - F Kolenati, 1848
      - Geslacht Oligotricha - P Rambur, 1842
      - Geslacht Phryganea - C Linnaeus, 1758
        - Ondergeslacht Colpomera - R McLachlan, 1862
        - Ondergeslacht Neophryganea - AV Martynov, 1924
        - Ondergeslacht Phryganea - C Linnaeus, 1758
        - Ondergeslacht Incertae sedis - 

      - Geslacht Ptilostomis - F Kolenati, 1859
        - Ondergeslacht Neuronella - N Banks, 1951
        - Ondergeslacht Ptilostomis - F Kolenati, 1859

      - Geslacht Semblis - JC Fabricius, 1775
      - Geslacht Trichostegia - F Kolenati, 1848

    - Onderfamilie Yphriinae - GB Wiggins, 1962
      - Geslacht Yphria - LJ Milne, 1934

    - Onderfamilie Incertae sedis - 
      - Geslacht Incertae sedis - 

  - Familie Phryganopsychidae - GB Wiggins, 1959
    -       - Geslacht Phryganopsyche - GB Wiggins, 1959

  - Familie Pisuliidae - HH Ross, 1967
    -       - Geslacht Pisulia - G Marlier, 1943
      - Geslacht Silvatares - L Navas, 1931

  - Familie Plectrotarsidae - ME Mosely, 1953
    -       - Geslacht Liapota - A Neboiss, 1959
      - Geslacht Nanoplectrus - A Neboiss, 1977
      - Geslacht Plectrotarsus - F Kolenati, 1848
- Superfamilie Rhyacophiloidea - JF Stephens, 1836
  - Familie Hydrobiosidae - G Ulmer, 1905
    - Onderfamilie Apsilochoreminae - A Neboiss, 1977
      - Geslacht Allochorema - ME Mosely, 1953
      - Geslacht Apatanodes - L Navas, 1934
      - Geslacht Apsilochorema - G Ulmer, 1907
      - Geslacht Bullivena - VG Novokshonov & ID Sukatsheva, 1995  †
      - Geslacht Isochorema - F Schmid, 1989
      - Geslacht Neopsilochorema - F Schmid, 1955

    - Onderfamilie Hydrobiosinae - G Ulmer, 1907
      - Geslacht Allobiosis - ME Mosely, 1953
      - Geslacht Amphichorema - F Schmid, 1989
      - Geslacht Androchorema - OS Flint, 1979
      - Geslacht Atopsyche - N Banks, 1905
        - Ondergeslacht Atopsaura - HH Ross, 1953
        - Ondergeslacht Atopsyche - N Banks, 1905
        - Ondergeslacht Dolochorema - N Banks, 1913
        - Ondergeslacht Incertae sedis - 

      - Geslacht Atrachorema - AG McFarlane, 1964
      - Geslacht Australobiosis - F Schmid, 1958
      - Geslacht Austrochorema - ME Mosely, 1953
      - Geslacht Cailloma - HH Ross & EW King, 1952
      - Geslacht Clavichorema - F Schmid, 1955
      - Geslacht Costachorema - AG McFarlane, 1939
      - Geslacht Edpercivalia - AG McFarlane, 1964
      - Geslacht Erichorema - JB Ward, RAB Leschen, BJ Smith, JC Dean, 2004
      - Geslacht Ethochorema - A Neboiss, 1977
      - Geslacht Heterochorema - F Schmid, 1989
      - Geslacht Hydrobiosis - R McLachlan, 1868
      - Geslacht Hydrochorema - RJ Tillyard, 1924
      - Geslacht Iguazu - HH Ross & EW King, 1952
      - Geslacht Ipsebiosis - A Neboiss, 1977
      - Geslacht Koetonga - A Neboiss, 1962
      - Geslacht Megogata - A Neboiss, 1962
      - Geslacht Metachorema - F Schmid, 1957
      - Geslacht Microchorema - F Schmid, 1955
      - Geslacht Moruya - A Neboiss, 1962
      - Geslacht Neoatopsyche - F Schmid, 1955
      - Geslacht Neochorema - F Schmid, 1957
      - Geslacht Neurochorema - RJ Tillyard, 1924
      - Geslacht Nolganema - L Navas, 1934
      - Geslacht Palaeohydrobiosis - L Botosaneanu & W Wichard, 1983  †
      - Geslacht Parachorema - F Schmid, 1957
      - Geslacht Poecilochorema - F Schmid, 1989
      - Geslacht Pomphochorema - OS Flint, 1970
      - Geslacht Pseudoradema - F Schmid, 1955
      - Geslacht Psilochorema - R McLachlan, 1866
      - Geslacht Psyllobetina - N Banks, 1939
      - Geslacht Ptychobiosis - A Neboiss, 1977
      - Geslacht Rheochorema - F Schmid, 1955
      - Geslacht Schajovskoya - OS Flint, 1979
      - Geslacht Stenochorema - F Schmid, 1955
      - Geslacht Synchorema - RJ Tillyard, 1924
      - Geslacht Tanjilana - A Neboiss, 1962
      - Geslacht Tanorus - A Neboiss, 1984
      - Geslacht Taschorema - ME Mosely, 1936
      - Geslacht Tiphobiosis - RJ Tillyard, 1924
      - Geslacht Traillochorema - AG McFarlane, 1981
      - Geslacht Ulmerochorema - DE Kimmins, 1953
      - Geslacht Xanthochorema - DE Kimmins, 1953

  - Familie Rhyacophilidae - JF Stephens, 1836
    -       - Geslacht Fansipangana - W Mey, 1996
      - Geslacht Himalopsyche - N Banks, 1940
      - Geslacht Philocrena - SG Lepneva, 1956
      - Geslacht Rhyacophila - FJ Pictet, 1834
      - Geslacht Rhyacophilites - LE Piton, 1935  †
- Superfamilie Sericostomatoidea - JF Stephens, 1836
  - Familie Anomalopsychidae - OS Flint, 1981
    -       - Geslacht Anomalopsyche - OS Flint, 1967
      - Geslacht Contulma - OS Flint, 1969

  - Familie Antipodoeciidae - HH Ross, 1967
    -       - Geslacht Antipodoecia - ME Mosely, 1934

  - Familie Barbarochthonidae - KMF Scott, 1985
    -       - Geslacht Barbarochthon - KH Barnard, 1934

  - Familie Beraeidae - HDJ Wallengren, 1891
    -       - Geslacht Beraea - JF Stephens, 1833
      - Geslacht Beraeamyia - ME Mosely, 1930
      - Geslacht Beraeodes - AE Eaton, 1867
      - Geslacht Beraeodina - ME Mosely 1931
      - Geslacht Ernodes - HDJ Wallengren, 1891
      - Geslacht Nippoberaea - L Botosaneanu, T Nozaki, & T Kagaya, 1995
      - Geslacht Notoernodes - T Andersen & J Kjaerandsen, 1997

  - Familie Calocidae - HH Ross, 1967
    -       - Geslacht Alloecentrella - KAJ Wise, 1958
      - Geslacht Caenota - ME Mosely, 1953
      - Geslacht Caloca - ME Mosely, 1953
      - Geslacht Calocoides - A Neboiss, 1984
      - Geslacht Pliocaloca - A Neboiss, 1984
      - Geslacht Pycnocentrella - ME Mosely, 1953
      - Geslacht Tamasia - ME Mosely, 1936

  - Familie Chathamiidae - RJ Tillyard, 1925
    -       - Geslacht Chathamia - RJ Tillyard, 1925
      - Geslacht Philanisus - F Walker, 1852

  - Familie Conoesucidae - HH Ross, 1967
    -       - Geslacht Beraeoptera - ME Mosely, 1953
      - Geslacht Coenoria - ME Mosely, 1953
      - Geslacht Confluens - KAJ Wise, 1962
      - Geslacht Conoesucus - ME Mosely, 1936
      - Geslacht Costora - ME Mosely, 1936
      - Geslacht Hampa - ME Mosely, 1953
      - Geslacht Lingora - ME Mosely, 1936
      - Geslacht Matasia - ME Mosely, 1936
      - Geslacht Olinga - R McLachlan, 1894
      - Geslacht Periwinkla - AG McFarlane, 1973
      - Geslacht Pycnocentria - R McLachlan, 1866
      - Geslacht Pycnocentrodes - RJ Tillyard, 1924

  - Familie Helicophidae - ME Mosely, 1953
    -       - Geslacht Alloecella - N Banks, 1939
      - Geslacht Alloecentrellodes - OS Flint, 1979
      - Geslacht Austrocentrus - F Schmid, 1964
      - Geslacht Briama - KA Johanson & JB Ward, 2001
      - Geslacht Eosericostoma - F Schmid, 1955
      - Geslacht Helicopha - ME Mosely, 1953
      - Geslacht Heloccabus - A Neboiss, 2002,
      - Geslacht Microthremma - F Schmid, 1955
      - Geslacht Pseudosericostoma - F Schmid, 1957
      - Geslacht Zelolessica - AG McFarlane, 1956

  - Familie Helicopsychidae - G Ulmer, 1906
    -       - Geslacht Adelomyia - G Ulmer, 1912  †
      - Geslacht Amechanites - H Haupt, 1956  †
      - Geslacht Archotaulius - A Handlirsch, 1906  †
      - Geslacht Electrohelicopsyche - G Ulmer, 1912  †
      - Geslacht Fusuna - G Ulmer, 1912  †
      - Geslacht Helicopsyche - C von Siebold, 1856
        - Ondergeslacht Cochliopsyche - F Mueller, 1885
        - Ondergeslacht Feropsyche - KA Johanson, 1998
        - Ondergeslacht Galeopsyche - KA Johanson, 1998
        - Ondergeslacht Helicopsyche - C von Siebold, 1856
        - Ondergeslacht Petrotrichia - G Ulmer, 1910
        - Ondergeslacht Saetotricha - F Brauer, 1865
        - Ondergeslacht unknown - in genus Helicopsyche

      - Geslacht Mesotaulius - A Handlirsch, 1906  †
      - Geslacht Ogmomyia - G Ulmer, 1912  †
      - Geslacht Palaeohelicopsyche - G Ulmer, 1912  †
      - Geslacht Perissomyia - G Ulmer, 1912  †
      - Geslacht Rakiura - AG McFarlane, 1973

  - Familie Hydrosalpingidae - KMF Scott, 1985
    -       - Geslacht Hydrosalpinx - KH Barnard, 1934

  - Familie Petrothrincidae - KMF Scott, 1985
    -       - Geslacht Gyrocarisa - JS Weaver, 1997
      - Geslacht Petrothrincus - KH Barnard, 1934

  - Familie Sericostomatidae - JF Stephens, 1836
    -       - Geslacht Aclosma - JC Morse, 1974
      - Geslacht Agarodes - N Banks, 1899
        - Ondergeslacht Agarodes - N Banks, 1899
        - Ondergeslacht Psiloneura - N Banks, 1914

      - Geslacht Asahaya - F Schmid, 1991
      - Geslacht Aselas - KH Barnard, 1934
      - Geslacht Aulacomyia - G Ulmer, 1912  †
      - Geslacht Cerasma - R McLachlan, 1876
      - Geslacht Cheimacheramus - KH Barnard, 1934
      - Geslacht Fattigia - HH Ross & JB Wallace, 1974
      - Geslacht Grumicha - F Mueller, 1879
      - Geslacht Gumaga - M Tsuda, 1938
      - Geslacht Myotrichia - F Schmid, 1955
      - Geslacht Notidobia - JF Stephens, 1829
      - Geslacht Notidobiella - F Schmid, 1955
      - Geslacht Oecismus - R McLachlan, 1876
      - Geslacht Parasericostoma - F Schmid, 1957
      - Geslacht Petroplax - KH Barnard, 1934
      - Geslacht Pseudoberaeodes - G Ulmer, 1912  †
      - Geslacht Rhoizema - KH Barnard, 1934
      - Geslacht Schizopelex - R McLachlan, 1876
      - Geslacht Sericostoma - PA Latreille, 1825
      - Geslacht Sphaleropalpus - G Ulmer, 1912  †
      - Geslacht Stenoptilomyia - G Ulmer, 1912  †

  - Familie Incertae sedis - 
    -       - Geslacht Ceylanopsyche - FCJ Fischer, 1970
      - Geslacht Karomana - F Schmid, 1993
      - Geslacht Mpuga - F Schmid, 1993
      - Geslacht Ngoya - F Schmid, 1993
      - Geslacht Seselpsyche - H Malicky, 1993

Infraorde Brevitentoria
- Superfamilie Incertae sedis - 
  - Familie Tasimiidae - EF Riek, 1968
    -       - Geslacht Charadropsyche - OS Flint, 1970
      - Geslacht Tasiagma - A Neboiss, 1977
      - Geslacht Tasimia - ME Mosely, 1936
      - Geslacht Trichovespula - F Schmid, 1955
- Superfamilie Vitimotaulioidea - ID Sukatsheva, 1968  †
  - Familie Vitimotauliidae - ID Sukatsheva, 1968  †
    -       - Geslacht Multimodus - ID Sukatsheva, 1968  †
      - Geslacht Vitimotaulius - ID Sukatsheva, 1968  †

Onderorde Integripalpia
- Superfamilie Incertae sedis - 
  - Familie Incertae sedis - 
    -       - Geslacht Conchindusia - OS Vialov & ID Sukatsheva, 1976  †
      - Geslacht Folindusia - EW Berry, 1927  †
        - Ondergeslacht Acrindusia - OS Vialov, 1973  †
        - Ondergeslacht Detrindusia - ID Sukatsheva, 1982  †
        - Ondergeslacht Echinindusia - OS Vialov & ID Sukatsheva, 1976  †
        - Ondergeslacht Folindusia - EW Berry, 1927  †
        - Ondergeslacht Frugindusia - ID Sukatsheva, 1979  †
        - Ondergeslacht Profolindusia - ID Sukatsheva, 1980  †
        - Ondergeslacht Spirindusia - OS Vialov & ID Sukatsheva, 1976  †

      - Geslacht Indusia - A Brongniart, 1810  †
      - Geslacht Molindusia - OS Vialov, 1973  †
      - Geslacht Ostracindusia - OS Vialov, 1973  †
      - Geslacht Pelindusia - OS Vialov & ID Sukatsheva, 1976  †
      - Geslacht Piscindusia - EA Jarzembowski, 1995  †
      - Geslacht Secrindusia - OS Vialov & ID Sukatsheva, 1976  †
      - Geslacht Terrindusia - OS Vialov, 1973  †
        - Ondergeslacht Mixtindusia - ID Sukatsheva, 1980  †
        - Ondergeslacht Terrindusia - OS Vialov, 1973  †
        - Ondergeslacht Incertae sedis -

Onderorde Protomeropina - RJ Tillyard, 1926 [debatably Trichoptera]  †
- - Familie Cladochoristidae - RJ Tillyard, 1926  †
    -       - Geslacht Cladochorista - RJ Tillyard, 1926  †
      - Geslacht Cladochoristella - EF Riek, 1955  †

  - Familie Microptysmatidae - OM Martynova, 1958  †
    -       - Geslacht Kamopanorpa - AV Martynov, 1928  †
      - Geslacht Microptysmella - J Kukalova-Peck & R Willmann, 1990  †

  - Familie Prosepididontidae - A Handlirsch, 1919  †
    -       - Geslacht Prosepididontus - A Handlirsch, 1919  †

  - Familie Protomeropidae - RJ Tillyard, 1926  †
    -       - Geslacht Karaungira - VG Novokshonov & ID Sukatsheva, 1993  †
      - Geslacht Marimerobius - G Zalesski, 1946  †
      - Geslacht Permomerope - RJ Tillyard, 1926  †
      - Geslacht Platychorista - RJ Tillyard, 1926  †
      - Geslacht Pseudomerope - J Kukalova-Peck & R Willmann, 1990  †
      - Geslacht Pseudomeropella - J Kukalova-Peck & R Willmann, 1990  †
      - Geslacht Stenomerope - J Kukalova-Peck & R Willmann, 1990  †

  - Familie Uraloptysmatidae - VD Ivanov, 1992  †
    -       - Geslacht Uraloptysma - VD Ivanov, 1992  †

  - Familie Incertae sedis - 
    -       - Geslacht Adoptysma - VG Novokshonov, 1994  †
- Superfamilie Incertae sedis - 
  - Familie Incertae sedis - 
    -       - Geslacht Liadotaulius - A Handlirsch, 1939  †
      - Geslacht Scyphindusia - ID Sukatsheva, 1985  †
      - Geslacht Quinquania - Y Hong, 1982  †
- Superfamilie Incertae sedis - 
  - Familie Incertae sedis - 
    -       - Geslacht Liadoptilia - A Handlirsch, 1939  †
      - Geslacht Trichopteridium - FE Geinitz, 1880  †